# Hiliwaloo II
Hiliwaloo II is een bestuurslaag in het regentschap Nias Barat van de provincie Noord-Sumatra, Indonesië. Hiliwaloo II telt 382 inwoners (volkstelling 2010).